# 普兰獐牙菜
普兰獐牙菜（学名：Swertia ciliata）为龙胆科獐牙菜属下的一个种。

## 扩展阅读
- 維基物種上的相關：普兰獐牙菜